# Dihammaphora laterilineata
Dihammaphora laterilineata là một loài bọ cánh cứng trong họ Cerambycidae.